# Néo Keramídi
Pour les articles homonymes, voir Keramidi.
Néo Keramídi, en grec moderne : Νέο Κεραμίδι, est un village du dème de Kateríni, de Macédoine-Centrale en Grèce.
Selon le recensement de 2011, la population du village s'élève à 464 habitants.